# Vavrečka
Vavrečka (Hongaars: Vavrecska) is een Slowaakse gemeente in de regio Žilina, en maakt deel uit van het district Námestovo.
Vavrečka telt 1.426 inwoners.

## Foto's

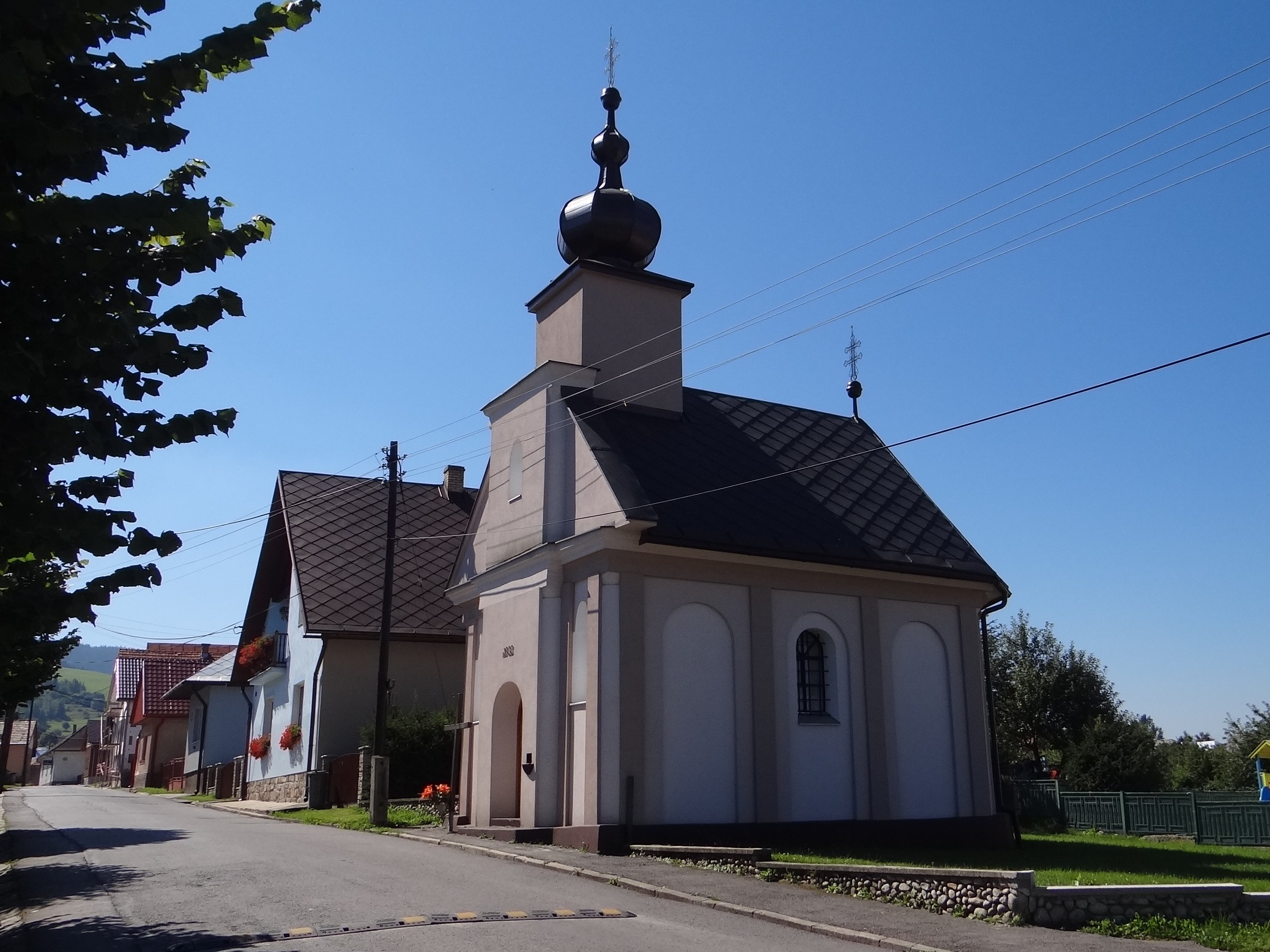
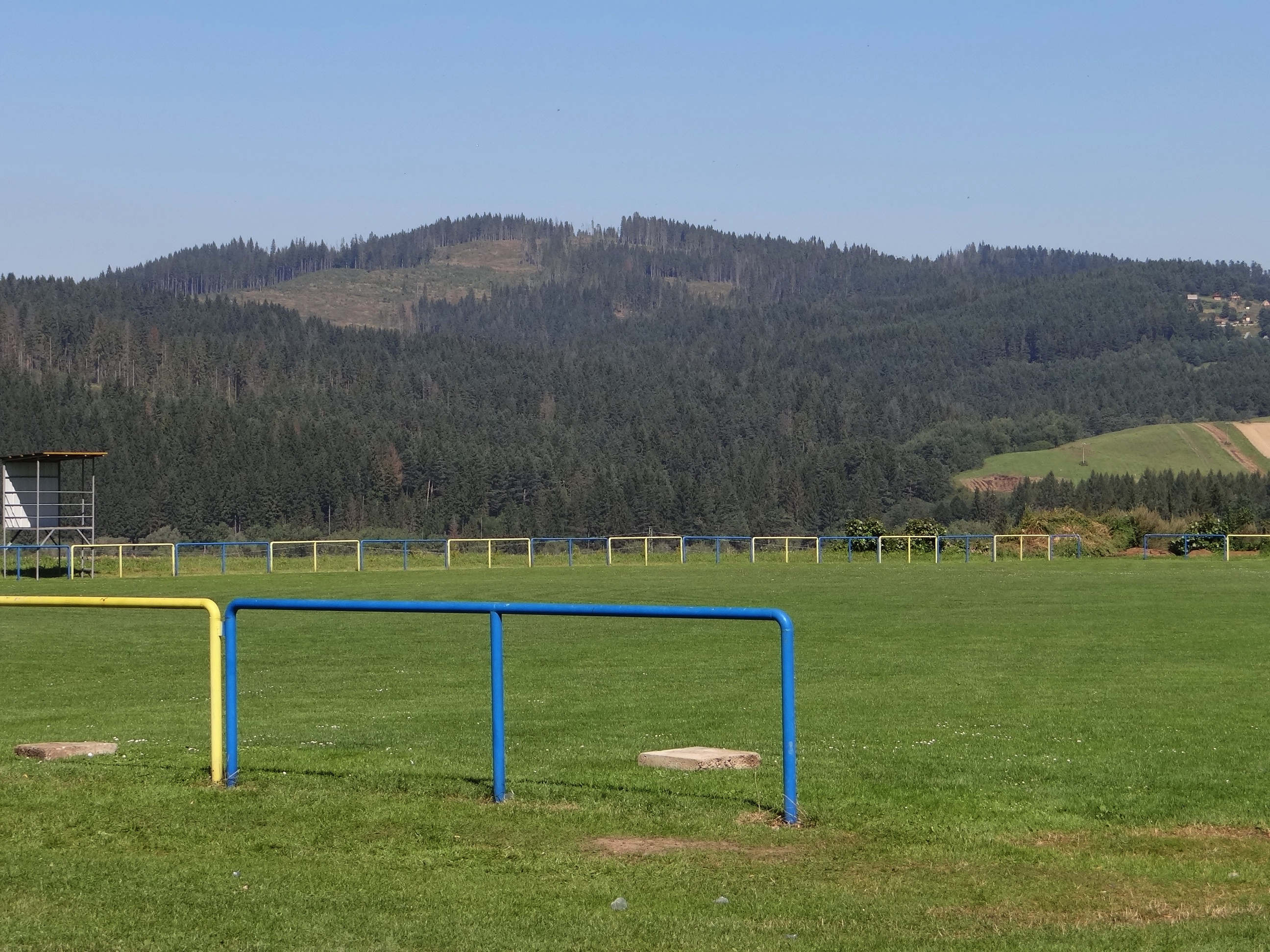